# Drobiazgi
Drobiazgi (Detaljer) – szwedzki dramat filmowy z 2003 roku w reżyserii Kristiana Petriego, zrealizowany w koprodukcji z Danią i Wielką Brytanią. Opowiada o zawikłanym życiu uczuciowym grupy zamożnych mieszkańców Sztokholmu w średnim wieku. Stanowi ekranizację sztuki teatralnej autorstwa Larsa Norena. 

## Obsada
- Rebecka Hemse jako Emma
- Mikael Nyqvist jako Erik
- Jonas Karlsson jako Stefan
- Pernilla August jako Ann
- Gunnel Fred jako Eva

i inni

## Nagrody
Film otrzymał pięć nominacji do Guldbagge, najważniejszej szwedzkiej nagrody filmowej. Ostatecznie otrzymał statuetkę tylko dla najlepszego aktora, która powędrowała do Jonasa Karlssona. Pozostałe nominacje przyznano w kategoriach: najlepsza aktorka (Pernilla August), najlepsze zdjęcia, najlepsza reżyseria i najlepszy scenariusz.